# Femme responsable des achats de moins de cinquante ans
Pour les articles homonymes, voir Ménagère et Français moyen.
La femme responsable des achats de moins de cinquante ans (FRDA-50), auparavant ménagère de moins de cinquante ans, est une notion publicitaire et marketing correspondant à une population de consommatrices considérée comme cible déterminante par les annonceurs publicitaires en raison de leur importance réelle ou supposée dans les dépenses du ménage. Les scores d'audience obtenus par ce segment du public, auquel « 45% du volume des publicités est exclusivement adressé », orientent fortement les grilles de programmation TV en France. Ce segment publicitaire de la « ménagère de moins de 50 ans » a été créé en 1989 par les annonceurs et Médiamétrie. Il s'appuie sur une vision du monde où seuls existent les couples hétérosexuels avec enfants et dont la mère assure l'intégralité des tâches ménagères du foyer. Perçu comme sexiste, ne reflétant pas l'évolution de la société où les femmes travaillent, il est renommé en 2014 «  femme responsable des achats de moins de cinquante ans (FRDA-50) », puis selon Le Figaro « responsable des achats », bien que le segment FRDA-50 fasse toujours partie en 2024 des « cibles Mediamat standard ». 

## Les «ménagères» et les moins de 50 ans
Le concept de ménagère en tant que cible marketing des publicitaires apparait dans les années 1950. 
Le général de Gaulle s'est essayé à décrire ce concept lors d'un entretien télévisé en 1965 dans lequel il tentait de décrire la philosophie du gaullisme, le mouvement et l'ordre, par une métaphore illustrant un progrès avant tout technique tout en se méfiant de progrès des mœurs : « Regardons ce qui se passe dans une maison : la ménagère veut avoir un aspirateur, un réfrigérateur, une machine à laver et même, si possible, une automobile. Ça, c’est le mouvement. Et en même temps, elle ne veut pas que son mari aille bambocher de toutes parts, que les garçons mettent les pieds sur la table et que les filles ne rentrent pas la nuit. Ça, c’est l’ordre ! La ménagère veut le progrès, mais elle ne veut pas la pagaille. »,.
Le concept de « ménagère de moins de 50 ans » est créé en 1989 par Médiamétrie qui regroupe dans ses enquêtes d'Audimat des profils supposés former un tout homogène en termes d'habitudes de consommation, des groupes sociaux génériques et imaginaires que la société analyse en quantité plutôt qu'en qualité, afin que les chaînes de tv puissent définir leurs tarifs publicitaires et réorienter leur programmes .  
Le seuil des 50 ans provient entre autres du fait que l'on attribuait un pouvoir d'achat plus élevé à cette tranche d'âge. Avant les années 2000, la tranche des 50-59 ans connaissait un taux d'activité initialement faible, inférieur à celui des 25-49 ans. Or entre 1990 et 1998, ce taux a connu une forte augmentation ; il est passé de 66 %  à 72 % et le pourcentage des actifs dans cette classe d'âge a rejoint celui des 25-49 ans. Une autre raison est celle de la structuration de l'audience TV : de nombreux publicistes considèrent que s'ils parviennent à toucher cette audience, ils touchent en réalité toutes les audiences, raisonnement qui ne s'applique pas à la radio ou à la presse.[pourquoi ?] Une troisième raison est la surexposition des personnes plus âgées à la télévision, et pour lesquelles certains estiment qu'il s'agit d'un auditoire quasiment captif, pour lequel il n'est pas nécessaire de faire d'efforts,.

## Les hommes et les plus de 50 ans achètent aussi
Si les publicitaires persistent en présentant des stéréotypes dans la vente de produits d'entretien, où il ne faudrait pas proposer des discours en rupture avec les habitudes prédominantes, ils estiment toutefois que les acheteurs sont à 35 % des hommes, les décisions d'achat étant partagées par le couple ou avec les enfants de façon non négligeable. D'autre part, un tiers des acheteurs ont plus de 50 ans, dont 34 % ne se reconnaissent pas dans les publicités proposées. Pour ces raisons, même si la cible de l'audimat, celle de la FRDA-50 n'est pas totalement abandonnée, plusieurs lui préfèrent un ciblage nettement plus segmenté, en se basant sur d'autres critères que cet audimat (recueilli par sondage) et en préférant des segmentations utilisant les big data, par exemple l'analyse et le croisement de données via les box des émissions regardées.